# Индекс автомобильных номеров ГДР
Регистрационные номерные знаки Германской Демократической Республики (нем. Kfz-Kennzeichen der DDR) – использовались с 1953 по 1990 годы для регистрации безрельсовых транспортных средств в ГДР. До 1953 года на территории вновь образованной Демократической Республики использовались номерные знаки общего стандарта принятые в 1945 году во всех оккупационных зонах Германии. 

## История

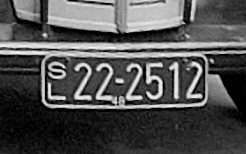
Автомобильный номер Лейпцига. 1951 год.

После окончания Второй мировой войны и оккупации союзниками войсками побеждённой Германии, по решению Ялтинской конференции, началась перерегистрация и переучёт всего автомобильного транспорта сохранившегося на территории страны. Для этого союзниками были созданы регистрационные номерные знаки нового образца. Они состояли из шести цифр и двух литер белого цвета перед ними, расположенных друг над другом на черном фоне. Две литеры обозначали принадлежность к тому или иному региону бывшей Германии.

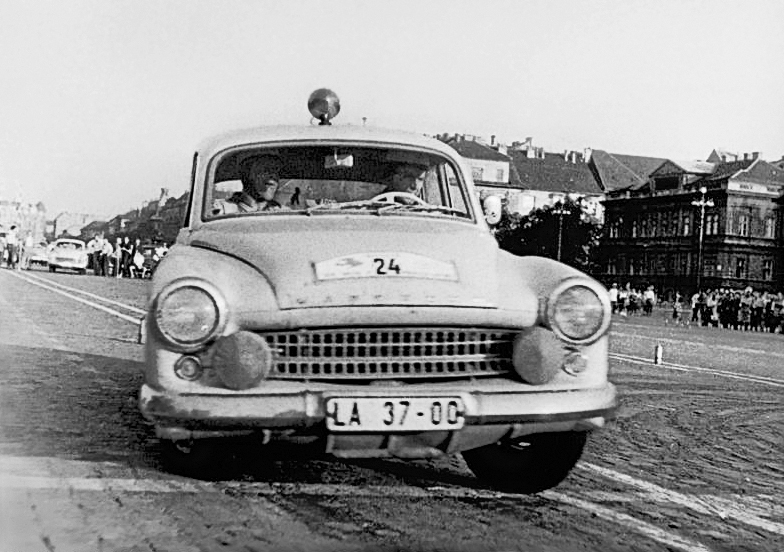
Автомобиль Wartburg с номером Округа Эрфурт.

После образования в 1949 году двух Германских Республик: ФРГ и ГДР, прежний стандарт автомобильных номеров продолжил использоваться в ГДР до 1953 года, в ФРГ до 1956 года.
В 1953 году в ГДР был принят свой собственный новый стандарт регистрационных знаков на автомобильный транспорт, которые имели уже белый фон и черные литеры и цифры на нём. Поскольку в 1952 году в стране была проведена административная реформа, после которой Земли Германии как административные единицы были ликвидированы и вместо них образованы округа, то и регистрационные знаки транспортных средств ГДР были распределены по этим округам. Литер было две, первая из них обозначала административную принадлежность транспортного средства (округ), вторая район округа. Они шли первыми, затем, шли две двойные цифры через тире. Пример "BJ 00–01", где B - округ Шверин, J - район Любц. С 1975 года появились номера для транспортных средств иностранных граждан временно находящихся на территории Республики. Такие номера, кроме основных двух литер обозначавших округ и район, получали литеру Z. Например: "HCZ 00-01", где H - округ Магдебург, C - район Гентин, Z - иностранный гражданин.

## Коды автомобильных номеров
Ниже представлена таблица с первыми литерами автомобильных номеров являющихся кодами округов ГДР:
| Код округа | Название округа        |
| ---------- | ---------------------- |
| А          | Округ Росток           |
| B          | Округ Шверин           |
| С          | Округ Нойбранденбург   |
| D, P       | Округ Потсдам          |
| E          | Округ Франкфурт        |
| H, M       | Округ Магдебург        |
| I          | Восточный Берлин       |
| K, V       | Округ Галле            |
| L, F       | Округ Эрфурт           |
| N          | Округ Гера             |
| O          | Округ Зуль             |
| R, Y       | Округ Дрезден          |
| S, U       | Округ Лейпциг          |
| T, X       | Округ Карл-Маркс-Штадт |
| Z          | Округ Котбус           |

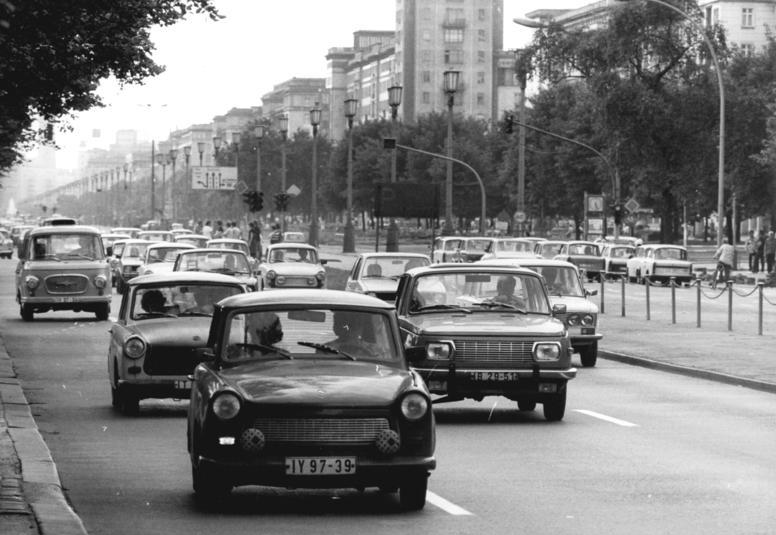
Автомобили с номерами Восточного Берлина. 1982 год.

Вторая литера номеров являлась кодом районов входивших в состав округов ГДР:

### Округ Росток
| Код округа             | Название района                      |
| ---------------------- | ------------------------------------ |
| А                      | Район Бад Доберан                    |
| АB, АС                 | Грайфсвальд и Район Грайфсвальд-Ланд |
| AD                     | Район Гревенсмюлен                   |
| AE                     | Район Гриммен                        |
| AF, AG                 | Район Рибниц-Дамгартен               |
| AH, AI, AJ, AK, AL, AM | Росток и Район Росток-Ланд           |
| AN, AO                 | Район Рюген                          |
| AP, AR                 | Штральзунд и Район Штральзунд-Ланд   |
| AS, AT                 | Висмар и Район Висмар-Ланд           |
| AU, AV                 | Район Вольгаст                       |

### Округ Шверин
| Код округа     | Название района            |
| -------------- | -------------------------- |
| BА             | Район Бютцов               |
| B              | Район Гадебуш              |
| BC, BD         | Район Грюстов              |
| BE, BF         | Район Хагенов              |
| BG, BH         | Район Людвигслуст          |
| BI, BJ         | Район Любц                 |
| BK, BL         | Район Пархим               |
| BM, BN, BO     | Район Перлеберг            |
| BP, BR, BS, BT | Шверин и Район Шверин-Ланд |
| BU             | Район Штернберг            |

### Округ Нойбранденбург
| Код округа | Название района                            |
| ---------- | ------------------------------------------ |
| CА         | Район Альтентрептов                        |
| СB         | Район Анклам                               |
| СC, СD     | Район Деммин                               |
| СE         | Район Мальхин                              |
| CF, CG, CH | Нойбранденбург и Район Нойбранденбург-Ланд |
| СI, СJ     | Район Нойштрелитц                          |
| СK         | Район Пазевальк                            |
| СL         | Район Пренцлау                             |
| СМ         | Район Рёбель/Мюритц                        |
| СN         | Район Штрасбург                            |
| СN         | Район Темплин                              |
| СO         | Район Рёбель/Мюритц                        |
| СР         | Район Тетеров                              |
| СR, CS     | Район Укермюнде                            |
| СT, CV     | Район Варен                                |

### Округ Потсдам
| Код округа      | Название района                        |
| --------------- | -------------------------------------- |
| DА              | Район Бельциг                          |
| DB, DC          | Бранденбург или Район Бранденбург-Ланд |
| DE              | Район Гранзее                          |
| DF              | Район Ютербог                          |
| DG, CH          | Район Кёнигс Вустерхаузен              |
| DI              | Район Кюритц                           |
| DJ              | Район Лукенвальде                      |
| DК, DL          | Район Науен                            |
| DМ              | Район Нойруппин                        |
| DN, DO, PN, PO* | Район Ораниенбург                      |
| DP, DR, DS, DT* | Потсдам и Район Потсдам-Ланд           |
| DU              | Район Притцвальк                       |
| DV, DW          | Район Ратенов                          |
| DX              | Район Виттшток                         |
| DY, DZ          | Район Зоссен                           |

- Район Потсдама не нуждался в своей второй опознавательной букве P для этих опознавательных знаков, за одним исключением: все транспортные средства, номерные знаки которых начинались с P, происходили из района Ораниенбург и имели в качестве второй буквы N или O.

### Округ Франкфурт
| Код округа | Название района                                |
| ---------- | ---------------------------------------------- |
| ЕА         | Район Ангермюнде                               |
| ЕB         | Район Бад Фраенвальде                          |
| ЕС         | Район Беезков                                  |
| ЕD, EE     | Район Бернау                                   |
| ЕF, CG     | Район Эберсвальде                              |
| ЕH, EI     | Айзенхюттенштадт и Район Айзенхюттенштадт-Ланд |
| ЕJ, EK, EL | Франкфурт-на-Одере                             |
| ЕМ, EN, EO | Район Фюрстенвальде                            |
| ЕP         | Район Зеенлов                                  |
| ER, ES, ET | Район Штраусберг                               |
| DU         | Шведт                                          |

### Округ Магдебург
| Код округа     | Название района      |
| -------------- | -------------------- |
| НА, МА         | Район Бург           |
| НB, МВ         | Район Бад Гарделеген |
| НС, МС         | Район Гентин         |
| НD, НE, МD     | Район Хальберштадт   |
| НF, МF         | Район Хальденслебен  |
| НG, MG         | Район Хафельберг     |
| H              | Район Кальбе         |
| НI, MI         | Район Клётце         |
| HJ, HK, HS, MK | Магдебург            |
| HL, ML         | Район Ошерслебен     |
| HM, MM         | Район Остербург      |
| НN, HH1        | Район Зальцведель    |
| HО, HР, MO     | Район Щёнебек        |
| HR, MR         | Район Штазфурт       |
| HТ, MU, HV2    | Район Штендаль       |
| HV             | Район Тандерхюте     |
| HW, MW         | Район Ванцлебен      |
| HX, MX         | Район Вернигероде    |
| HY, MY         | Район Вольмирштедт   |
| HZ, MZ         | Район Цербст         |

1 Первоначально район Зальцведель получил буквенное сочетание HN, с 1988 также HH из расформированного района Кальбе.
2 Первоначально район Стендаль получил буквенные комбинации HT и MU, с 1988 также HV от расформированного района Tangerhütte.

### Восточный Берлин
| Код округа                    | Название города   |
| ----------------------------- | ----------------- |
| IA, IB, IC, … IY, IZ (без IQ) | Восточный Берлин* |

- В официальных документах СССР и стран Социалистического блока Восточный Берлин именовался как Берлин, столица ГДР.

### Округ Галле
| Код округа               | Название района          |
| ------------------------ | ------------------------ |
| KА, VА                   | Район Артен              |
| KB, VВ                   | Район Ашерслебен         |
| KС, VС                   | Район Бернбург           |
| KD, KE, VD, VE           | Район Биттерфельд        |
| KF, VF                   | Дессау                   |
| KG, VG                   | Район Айслебен           |
| KH, VH                   | Район Грефенхайнихен     |
| KI, KJ, KK1, VI, VJ, VK1 | Галле и Район Галле-Ланд |
| KL, VL                   | Район Хеттштедт          |
| KM, VM                   | Район Хёхенмользен       |
| KN, VN                   | Район Кётен              |
| KO, KP, VO, VP           | Район Мерзебург          |
| KR, VR                   | Район Наумбург           |
| KS, VS                   | Район Небра              |
| KT, VT                   | Район Кюедлинбург        |
| KU, VU                   | Район Кюерфурт           |
| KV, VV                   | Район Розлау             |
| KW, VW                   | Район Зангерхаузен       |
| HX, VX                   | Район Вайзенфельс        |
| KY, VY                   | Район Виттенберг         |
| KZ, VZ                   | Район Цайтц              |

1 Сначала город Галле (Заале) получил буквенные комбинации KI, KJ, VI и VJ, а в 1990 году также KK и VK от объединенного города Галле-Нойштадт.

### Округ Эрфурт
| Код округа         | Название района            |
| ------------------ | -------------------------- |
| LА                 | Район Апольда              |
| LB, LC             | Район Арнштадт             |
| LD, LE, LF         | Район Айзенах              |
| LG, LH, LI, LJ, LK | Эрфурт и Район Эрфурт-Ланд |
| L, LM, LN          | Район Гота                 |
| LO                 | Район Хайлигенштадт        |
| LP                 | Район Лангензальца         |
| LR, LS             | Район Мюльхаузен           |
| LT, LU             | Район Нордхаузен           |
| LV                 | Район Зёммерда             |
| LW                 | Район Зондерсхаузен        |
| LX, LY             | Веймар и Район Веймар-Ланд |
| LZ                 | Район Ворбис               |

### Округ Гера
| Код округа             | Название района        |
| ---------------------- | ---------------------- |
| NА                     | Район Айзенберг        |
| NB, NC, ND, NE, NV, NW | Гера и Район Гера-Ланд |
| NF                     | Район Грейц            |
| NG, NH, NI             | Йена и Йена-Ланд       |
| NJ                     | Район Лобенштайн       |
| NL                     | Район Пёзнек           |
| NM                     | Район Рудольштадт      |
| N, NO                  | Район Заальфельд       |
| NP, NR                 | Район Шлейц            |
| NS                     | Район Штадтрода        |
| NT, NU                 | Район Цойленрода       |

### Округ Зуль
| Код округа | Название района        |
| ---------- | ---------------------- |
| OА, OB, OC | Район Бад Зальцунген   |
| OD, OE, OF | Район Хильдбургхаузен  |
| OG, OH, OI | Район Ильменау         |
| OJ, OK, OL | Район Майнинген        |
| OM, ON     | Район Нойхаус          |
| O, OP, OR  | Район Шмалькаден       |
| OS, OT, OU | Район Зоннеберг        |
| OV, OW, OX | Зуль и Район Зуль-Ланд |

### Округ Дрезден
| Код округа                                         | Название района              |
| -------------------------------------------------- | ---------------------------- |
| RА, RB                                             | Район Баутцен                |
| RС, YC                                             | Район Бишофсверда            |
| RD                                                 | Район Диппольдисвальде       |
| RE, RF, RG, RH, YB, YE, YF, YG, YH, YI, YK, YR, YZ | Дрезден и Район Дрезден-Ланд |
| RI, RJ                                             | Район Фрайталь               |
| RK, RL                                             | Гёрлиц и район Гёрлиц-Ланд   |
| RM                                                 | Район Грозенхайн             |
| RN                                                 | Район Каменц                 |
| RO, YO                                             | Район Лёбау                  |
| RP, RR, YP                                         | Район Мейзен                 |
| RS                                                 | Район Ниски                  |
| RT, RU, YT                                         | Район Пирна                  |
| RV, RW, YV                                         | Район Риза                   |
| RX                                                 | Район Зебнитц                |
| RY, RZ, YY                                         | Район Циттау                 |

### Округ Лейпциг
| Код округа                                 | Название района              |
| ------------------------------------------ | ---------------------------- |
| SА, SB                                     | Район Альтенбург             |
| SС, SD                                     | Район Борна                  |
| SE                                         | Район Делицш                 |
| SF, SG                                     | Район Дёбельн                |
| SН                                         | Район Айленбург              |
| SI                                         | Район Гейтайн                |
| SJ                                         | Район Гримма                 |
| SK, SL, SM, SN, SO, SP, SR, SS, ST, SU, SV | Лейпциг и Район Лейпциг-Ланд |
| SW                                         | Район Ошатц                  |
| SX                                         | Район Шмёллин                |
| SY                                         | Район Торгау                 |
| SZ                                         | Район Вурцен                 |

### Округ Карл-Маркс-Штадт
| Код округа                     | Название района                                |
| ------------------------------ | ---------------------------------------------- |
| TА, XA                         | Район Аннаберг                                 |
| TB, XB                         | Район Ауэ                                      |
| TC                             | Район Ауэрбах                                  |
| TD, XD                         | Район Бранд-Эрбисдорф                          |
| TJ, TK, TL, TM, XJ, XK, XL, XM | Карл-Маркс-Штадт и Район Карл-Маркс-Штадт-Ланд |
| TE, XE                         | Район Флёа                                     |
| TF, XF                         | Район Фрайберг                                 |
| TG, XG                         | Район Глаухау                                  |
| TH                             | Район Хайнихен                                 |
| TI, XI                         | Район Хоэнштейн-Эрнстталь                      |
| TN, XN                         | Район Клингенталь                              |
| TO, XO                         | Район Мариенберг                               |
| TP, XP                         | Район Эльсниц                                  |
| TR, XR                         | Плауэн и Район Плауэн-Ланд                     |
| TS, XS                         | Район Райхенбах                                |
| T                              | Район Рохлитц                                  |
| TU                             | Район Шварценберг                              |
| TV, XV                         | Район Штолльберг                               |
| TW, XW                         | Район Вердау                                   |
| TX                             | Район Чопау                                    |
| TY, TZ, XY                     | Цвикау и Район Цвикау-Ланд                     |

### Округ Котбус
| Код округа | Название района              |
| ---------- | ---------------------------- |
| ZА         | Район Бал Либенверда         |
| ZВ         | Район Калау                  |
| ZC, ZD, ZE | Коттбус и Район Коттбус-Ланд |
| ZF         | Район Финстервальде          |
| ZG         | Район Форст                  |
| ZH         | Район Губен                  |
| ZI         | Район Херцберг               |
| ZJ, ZK, ZT | Район Хоерсверда             |
| ZL         | Район Йессен                 |
| ZM         | Район Лукау                  |
| ZN         | Район Люббен                 |
| ZO, ZP     | Район Зенфтенберг            |
| ZR         | Район Шпремберг              |
| ZS         | Район Вайзвассер             |

## Особенности

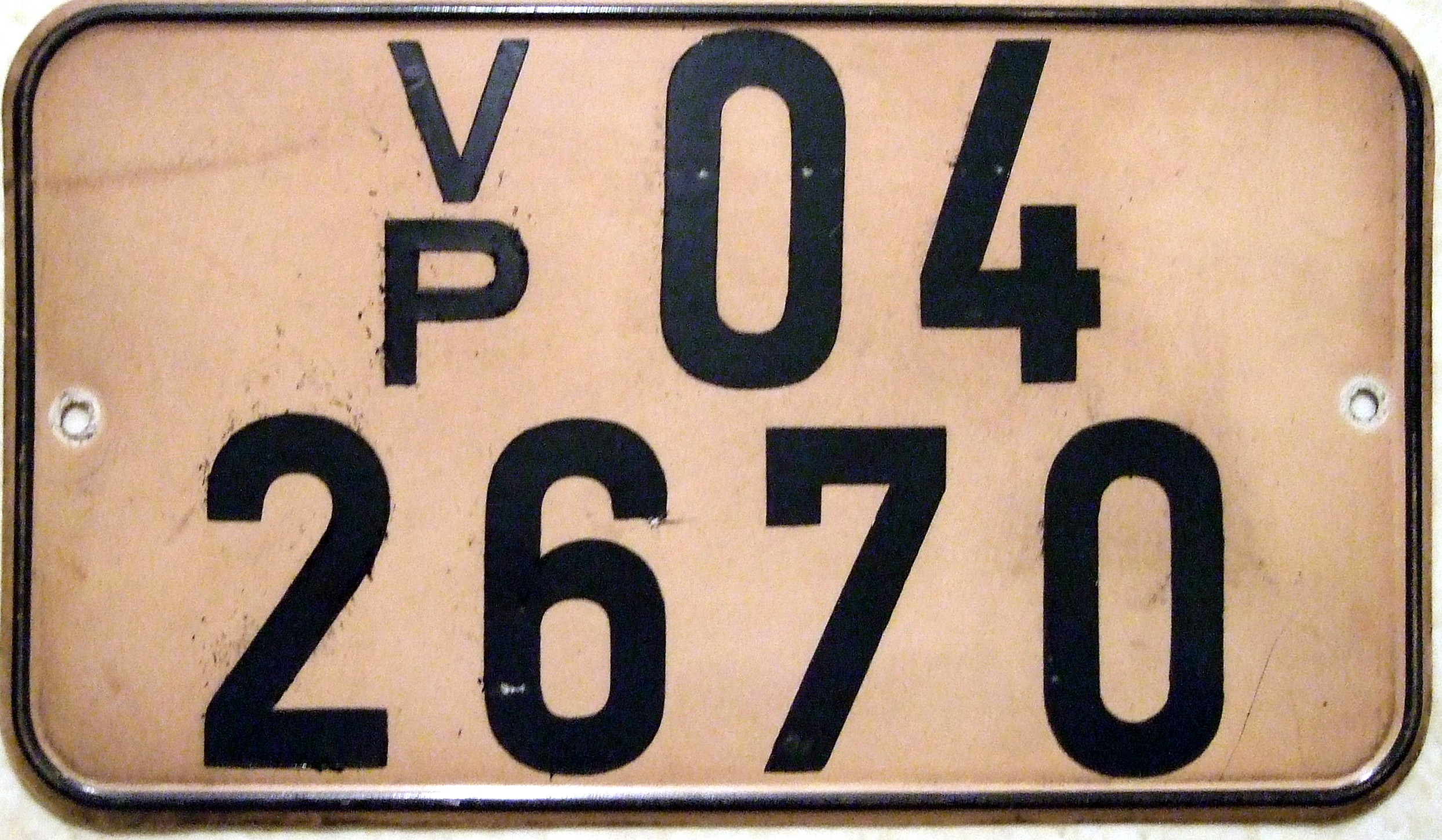
Автомобильный номер Народной Полиции, округ Потсдам.

Новый стандарт номеров предусматривал и особые виды регистрационных знаков для Народной Полиции (Volkspolizei), Национальной народной армии (NVA), Общества Спорта и Техники (аналог советского ДОСААФ), для мотоциклов и мотороллеров, велосипедов, также номера для иностранного дипломатического и торгового корпуса. С середины 60-х существовали и специальные номерные знаки для иностранных автомобилей временно использовавшихся в ГДР.

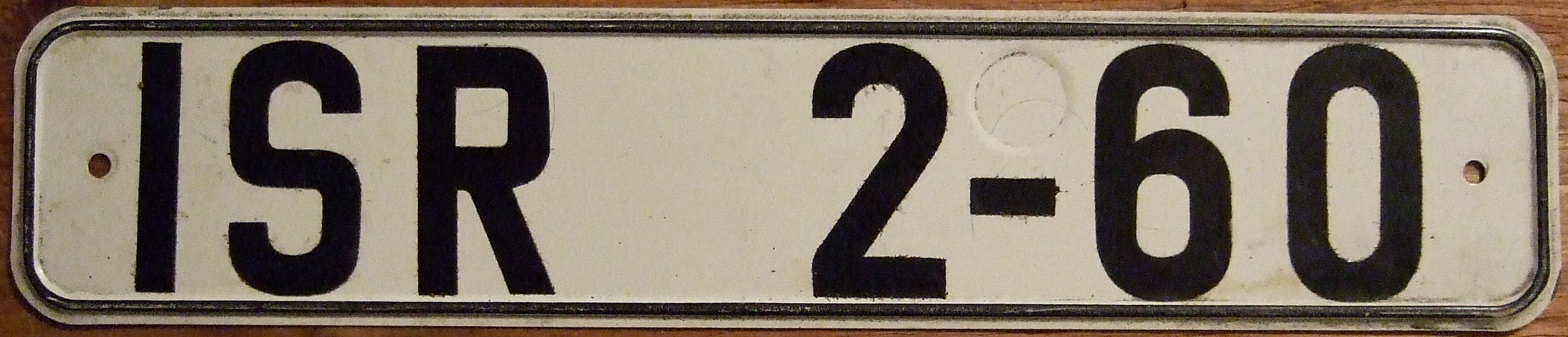
Номерной знак Восточного Берлина 80-х годов.

 С 1968 года были введены специальные регистрационные знаки для автомобилей и мотоциклов на территории ГДР признанных олдтаймерами. Литеры на них обозначали временной промежуток когда был выпущен конкретный автомобиль вплоть до 1960 года. В 1974 году был введен новый стандарт номеров имевших три литеры и три цифры: "XXX 0–01".
Система регистрационных знаков автотранспортных средств в ГДР принятая в 1953 году была ликвидирована после 1990 года в связи с объединением Германии в единое государство ФРГ. После этого на территориях бывшей ГДР, после ликвидации округов и восстановления исторических земель были введены регистрационные номерные знаки ФРГ единого стандарта.